# HD 18153
HD 18153，又名BD+50 665，SAO 23721、HR 864，是一颗恒星，视星等为6.22，位于銀經142.08，銀緯-6.89，其B1900.0坐标为赤經2h 49m 49.8s，赤緯+50° -6.89′ 25″。